# ساختارشکنی (معماری)

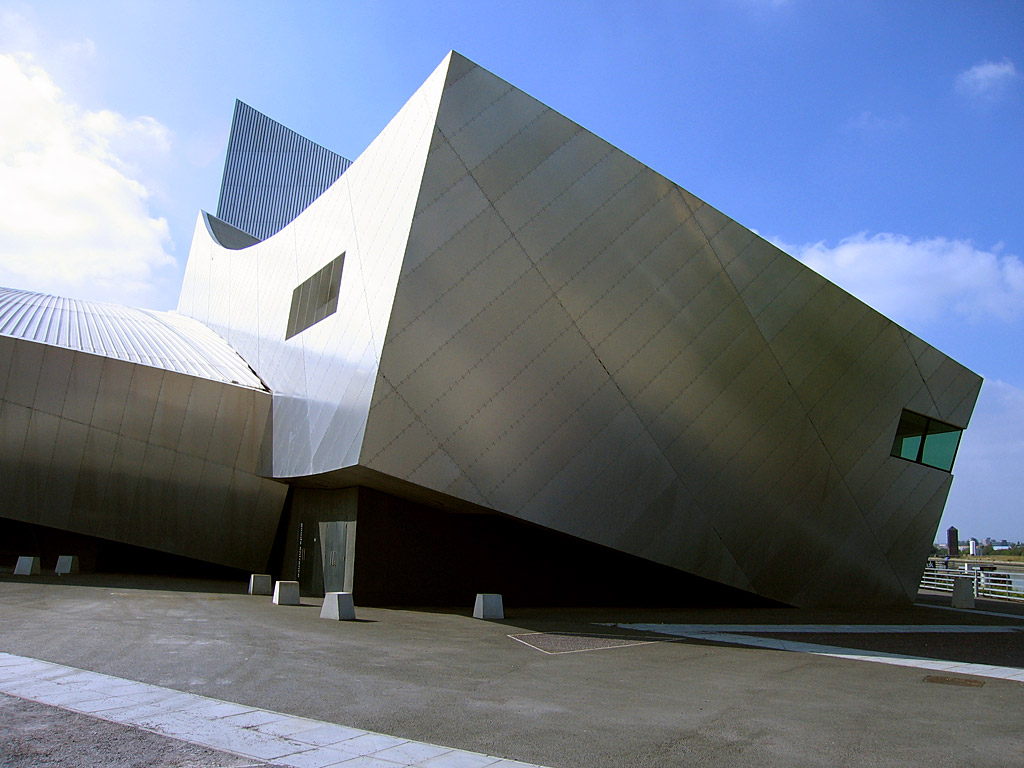
موزه سلطنتی جنگ شمال در منچستر اثر دانیال لیبسکند. نمونه‌ای از معماری ساختارشکنانه متشکل از سه تکه حجم متقاطع منحنی که نماد ویرانی جنگ است.

ساختارشکنی سبک توسعه یافته‌ای از معماری پسانوگراست که از اواخر دهه ۸۰ میلادی آغاز شده‌است. این سبک متأثر از نظریه واسازی است که شکلی از تجزیه و تحلیل نشانه‌شناختی به حساب می‌آید.
این سبک با تکه‌تکه کردن، علاقه به دستکاری سطح ساختار یا پوسته اثر، اشکال مورب که با تحریف و جابه‌جا کردن عناصر معماری چونان ساختار و پاکت ساختمانی به چشم می‌آید، شناخته می‌شود. ظاهر بصری ساختمان است که سبک ساختارشکنانه را با غیرقابل پیش‌بینی بودن و هرج و مرج مهارشده مشخص می‌کند.
دیکانستراکشن تخریب یا پنهان کاری نیست. حال آنکه مشکلات ساختاری مسلمی را درون ساختارهای ظاهراً پایدار می نمایاند؛ اما این ترک ها به متلاشی شدن ساختار نمی انجامند. برعکس، دیکانستراکشن، تمامی قدرت خود را از راه به مبارزه طلبیدن ارزشهای قوی مانند هماهنگی، وحدت و ثبات به دست می آورد و در عوض دیدگاه متفاوتی از ساختار را پیش رو می نهاد.

## تاریخچه
سبک ساختارشکنی با مسابقه طراحی معماری پارک دو لاویلت در سال ۱۹۸۲ (به ویژه با طرح‌های ژاک دریدا، پیتر آیزنمن و برنده مسابقه برنارد چومی)، نمایشگاه معماری ساختارشکنانه موزه هنر مدرن نیویورک که توسط فیلیپ جانسون و مارک ویگلی در سال ۱۹۸۸ سازماندهی شده بود و افتتاحیه مرکز هنری وکسنر کلمبوس در سال ۱۹۸۹ به دست پیتر آیزنمن، مورد توجه عموم قرار گرفت. نمایشگاه نیویورک، آثاری از فرانک گری، دنیل لیبسکیند، رم کولهاس، پیتر آیزنمن، زها حدید، کوپ هیملبلاو و برنارد چومی را در معرض دید قرار داد. از زمان برگزاری این نمایشگاه، برخی از معماران مرتبط با سبک ساختارشکنی از آن فاصله گرفته‌اند. با این حال، این اصطلاح همه‌گیر شده و روندی کلی را در معماری معاصر به خود اختصاص داده‌است. 
دیکانستراکتیویسم درواقع پیچاندن کانستراکتیویسم است واین طرح ها را به این دلیل دیکانستراکتیویستی می نامند که از کانستراکتیویسم ریشه گرفته و در عین حال تخطی کامل از آنند.

## تصورات نادرست
برنارد چومی اظهار داشت که اطلاق جنبش یا سبک به آثار معماری ارائه شده در نمایشگاه ۱۹۸۸ نیویورک و آثاری که در رقابت طراحی پارک دو لاویلت شرکت داشتند، خارج از چارچوب بود و درک نشدن ایده‌های آن‌ها را نشان می‌داد. وی معتقد بود سبک ساختارشکنی در حقیقت حرکتی علیه پست‌مدرنیسم بود که به زعم وی، درگیر شدن در «ساختن معبدی به سبک معماری قدیم یونان از تیر و تخته است.»

## نگارخانه

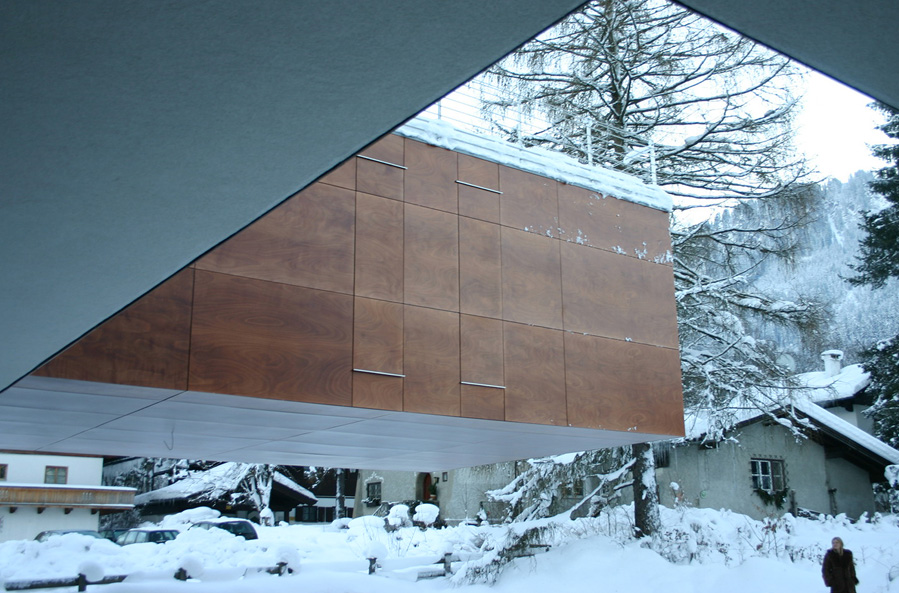
ساختارشکنی آلپی در کیتزبول، اتریش، از کریستین و هورست لچنر
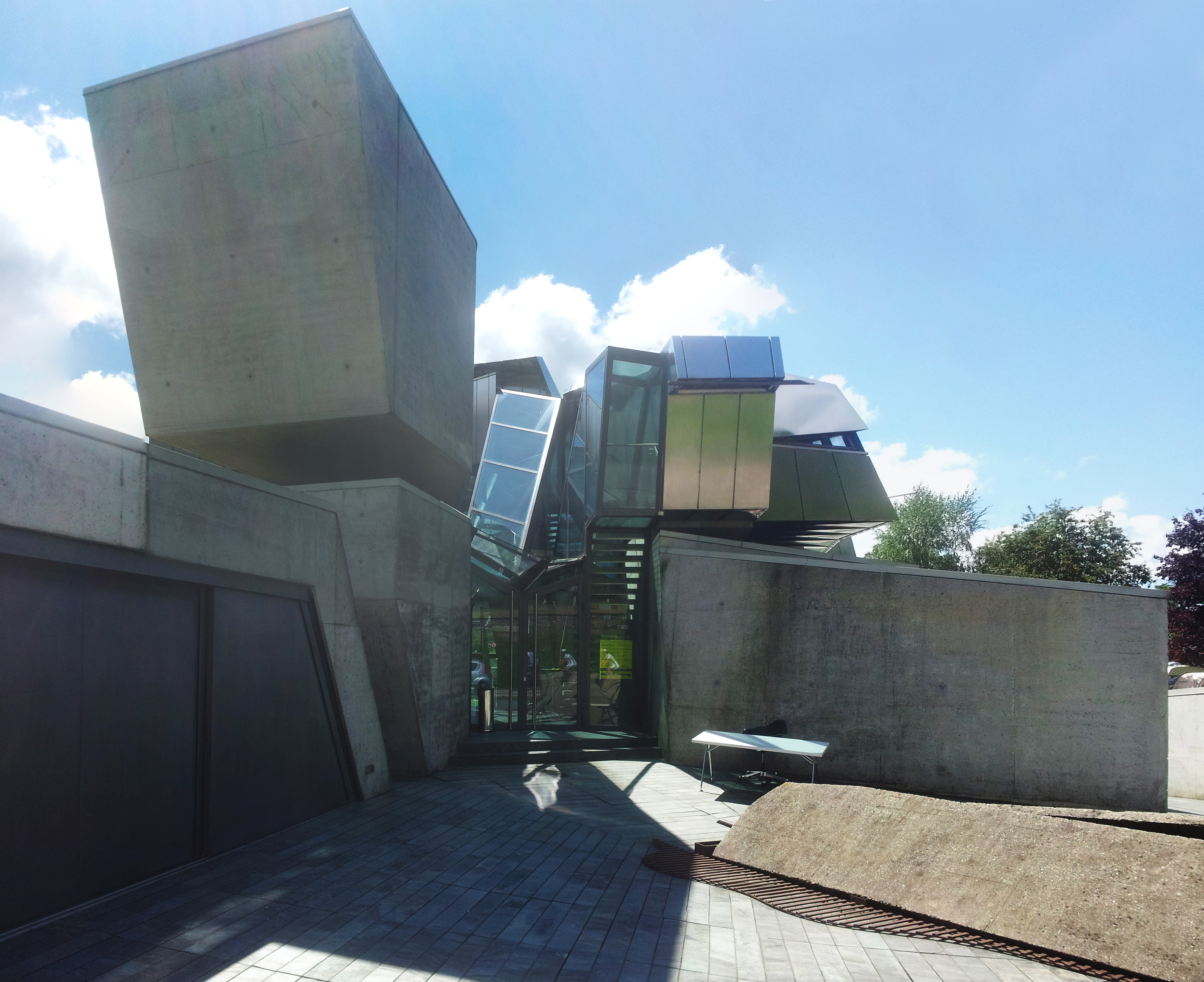
خانه سنگی گونتر دومنیک در دریاچه اوسیاچ، اتریش
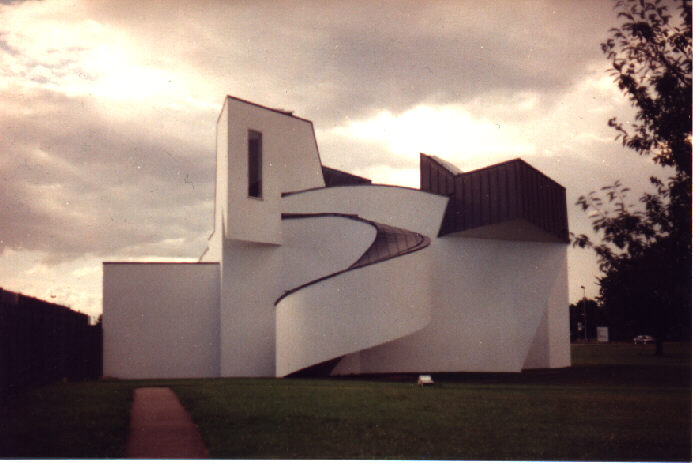
موزه طراحی ویترا از فرانک گری، وایل آن در راین، آلمان
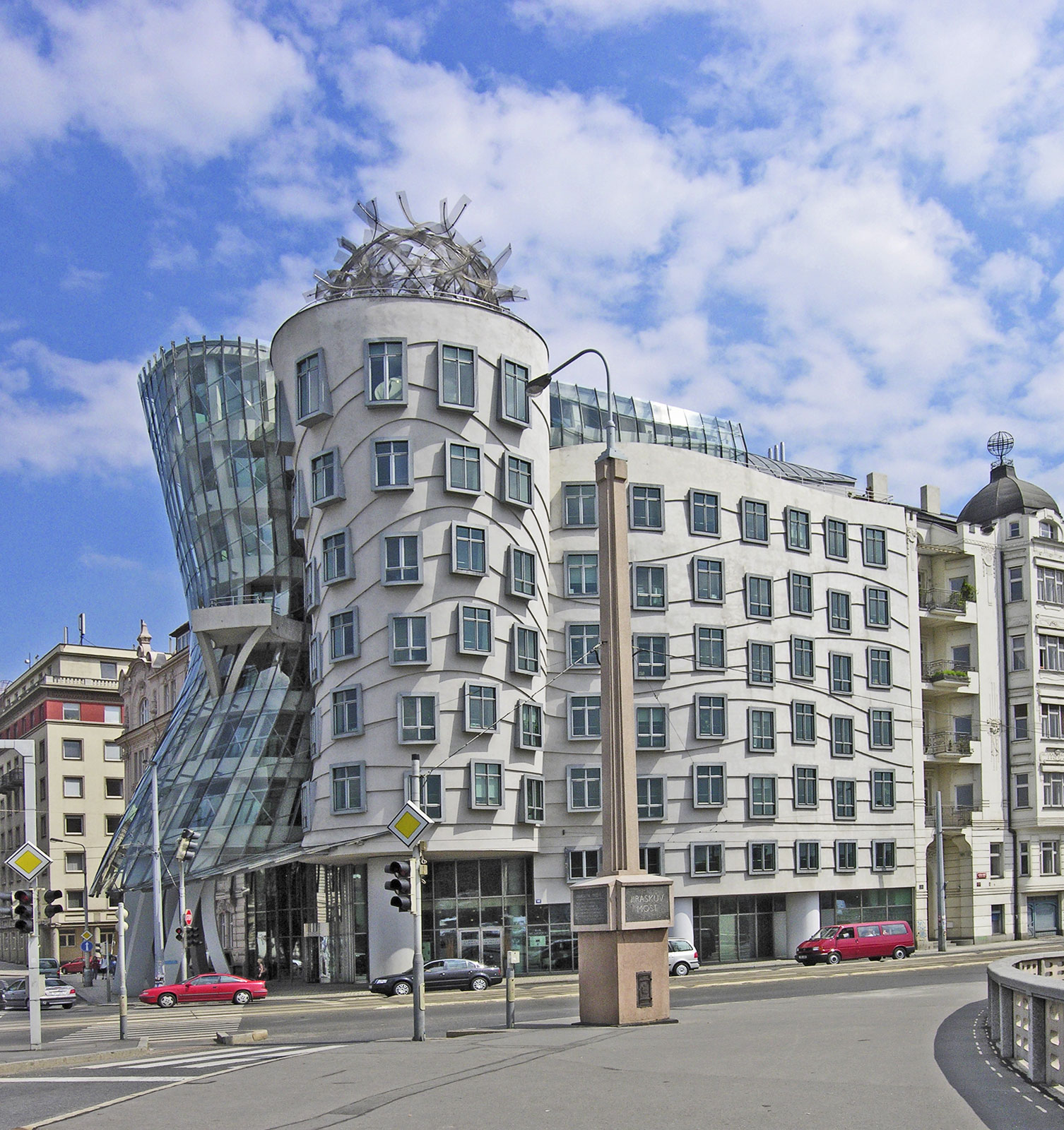
خانه رقصان اثر ولادو میلونیک و فرانک گری، پراگ، جمهوری چک
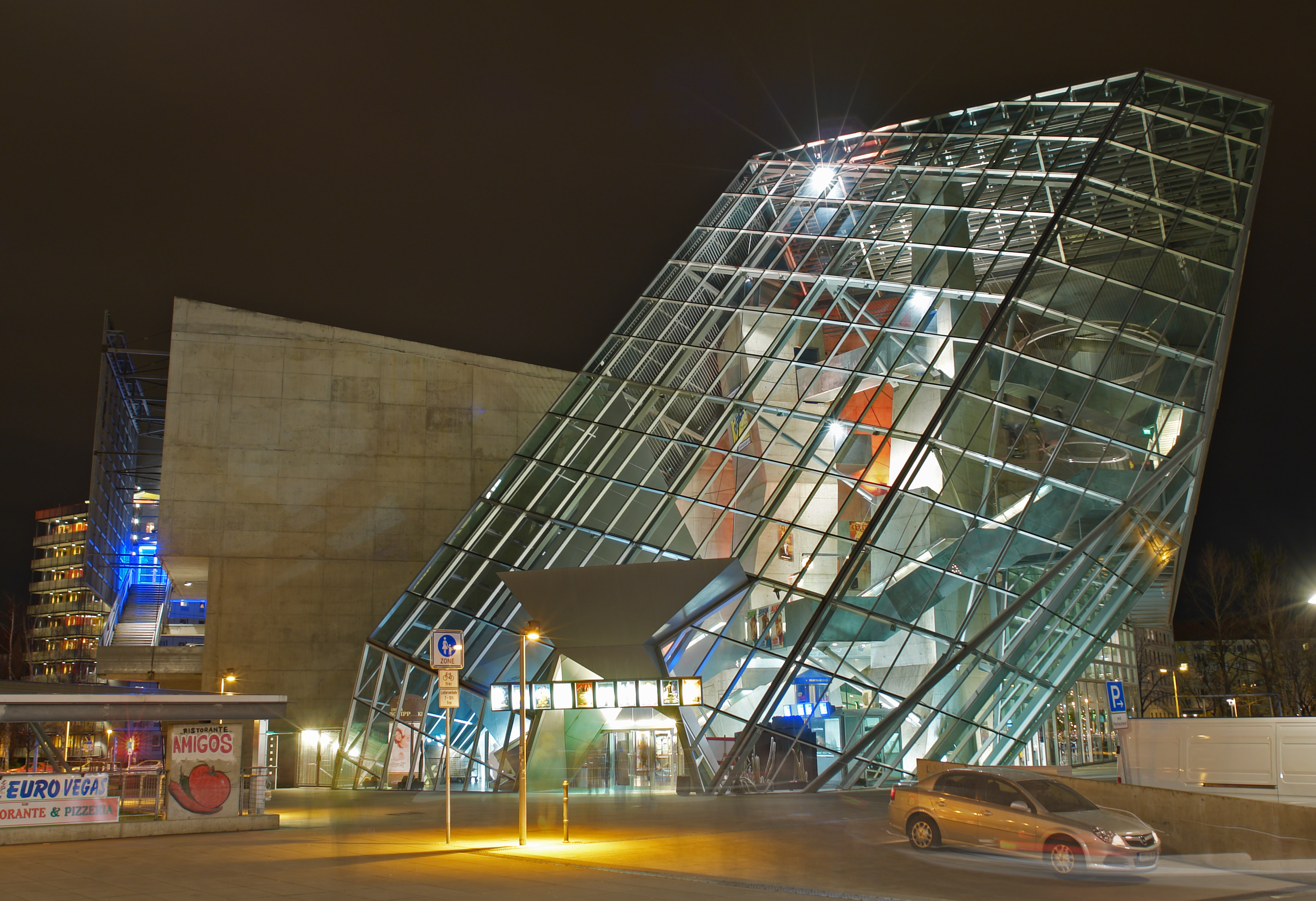
یوفا پلاست در درسدن، آلمان، اثر کپ هیملبلاو
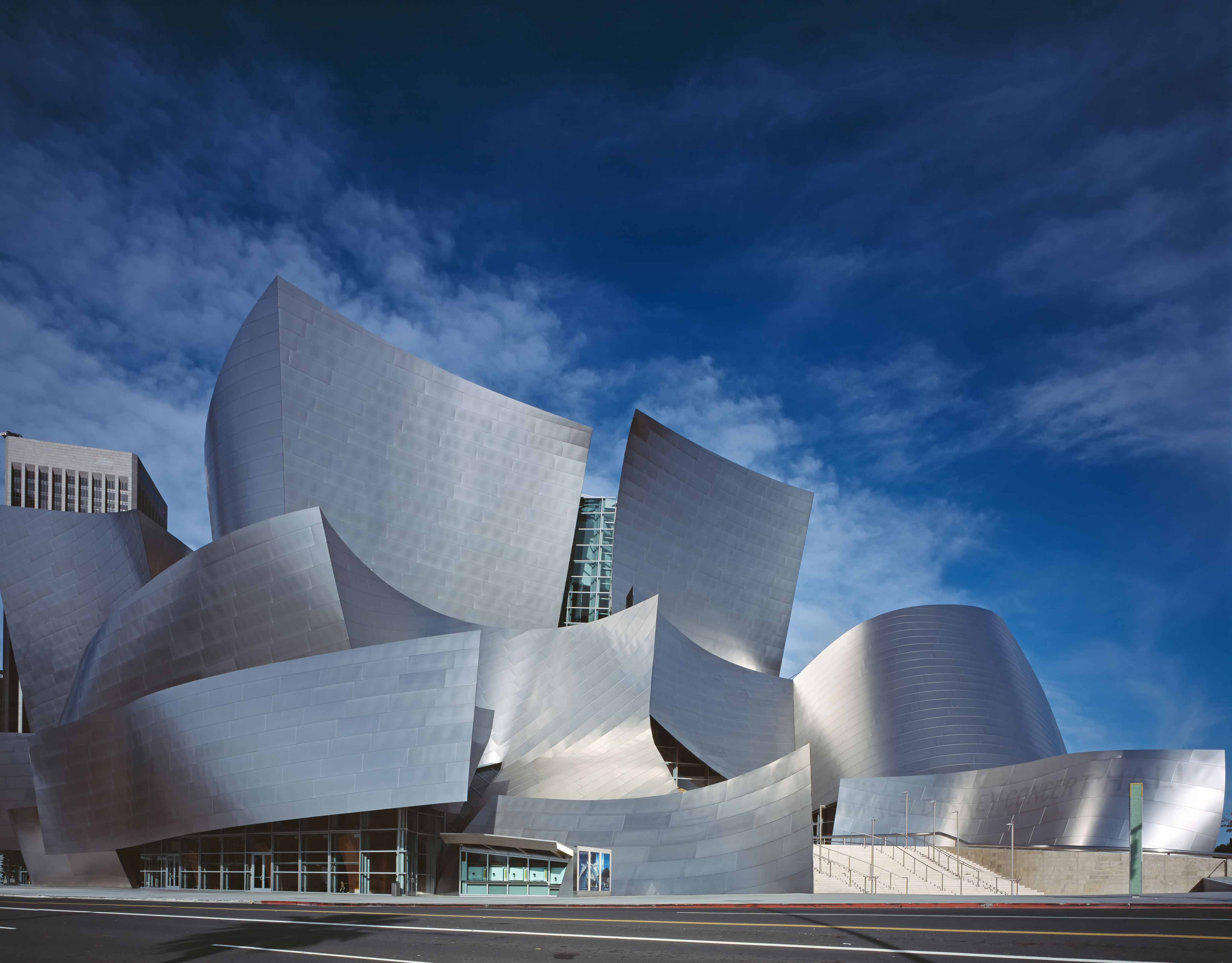
تالار کنسرت والت دیزنی اثر فرانک گری، لس‌آنجلس، کالیفورنیا
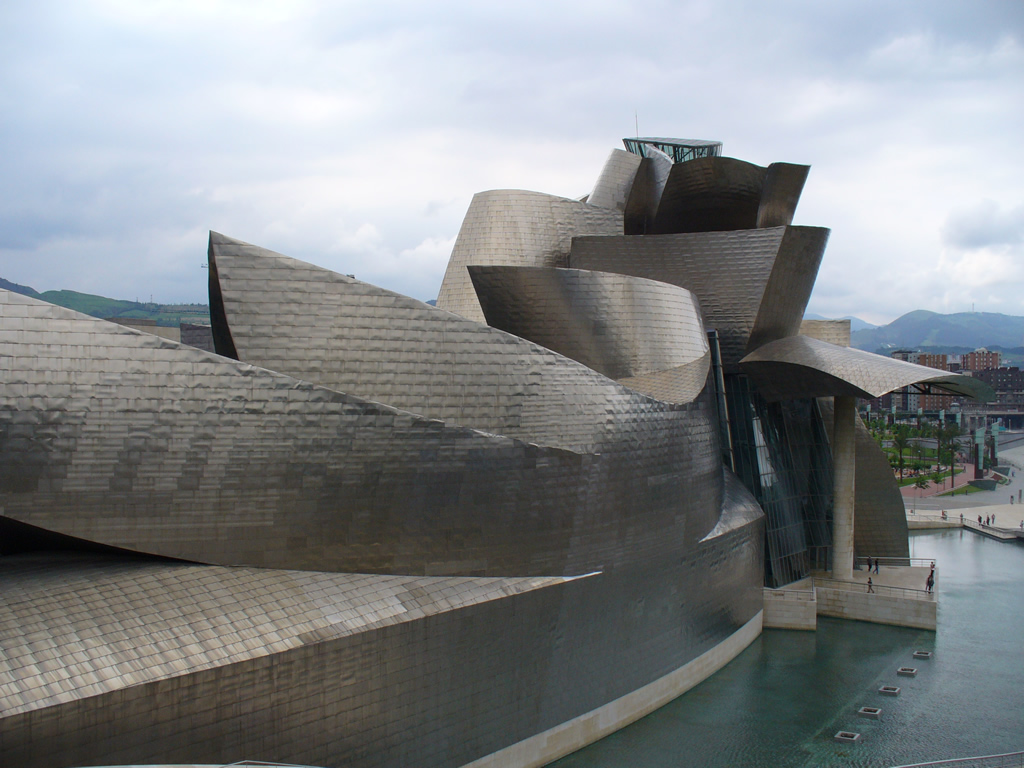
موزه گوگنهایم بیلبائو اثر فرانک گری، در بیلبائو، اسپانیا
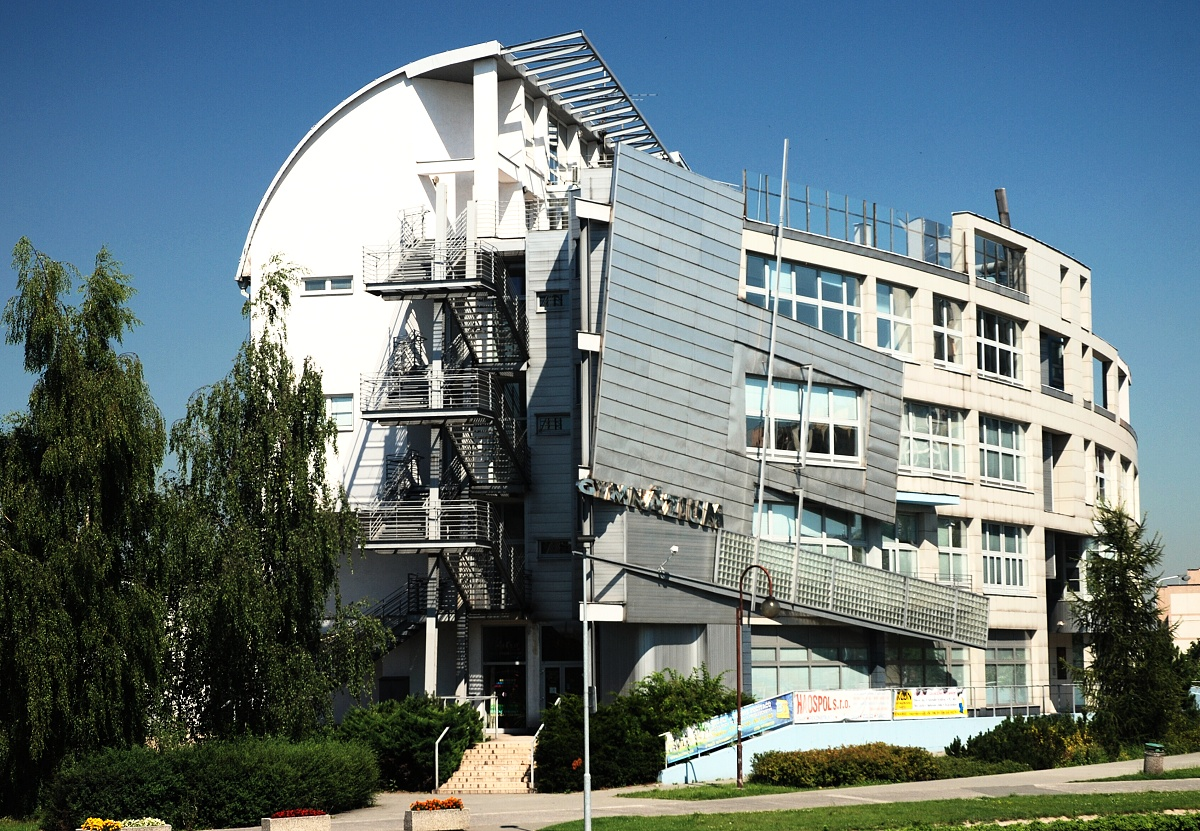
مجموعه ورزشی اثر ژوزف کیزکا و باربارا پوتیز در ارلوا، جمهوری چک
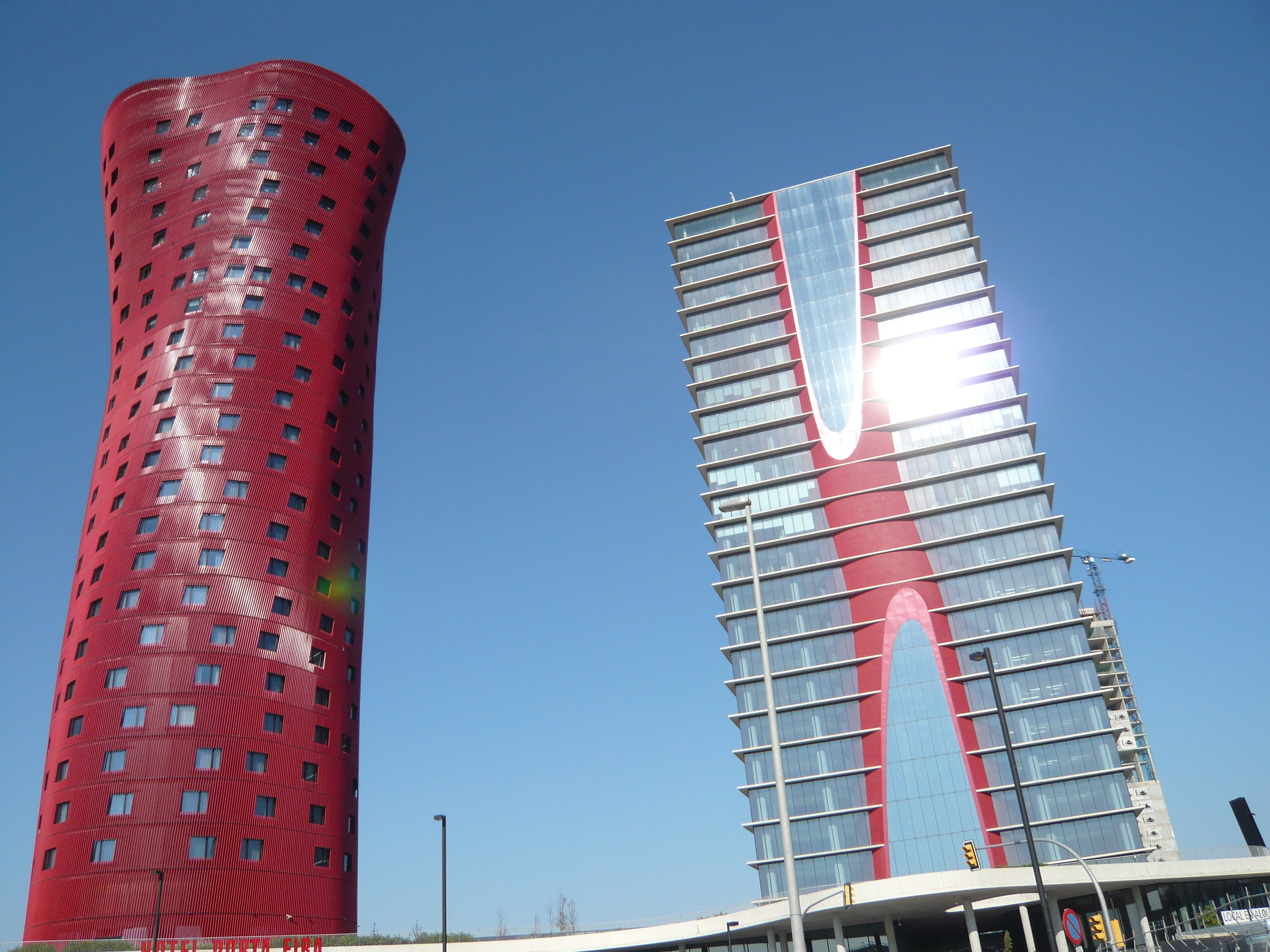
هتل پورتا فیرا (چپ) در بارسلونا، اسپانیا، اثر تویو ایتو
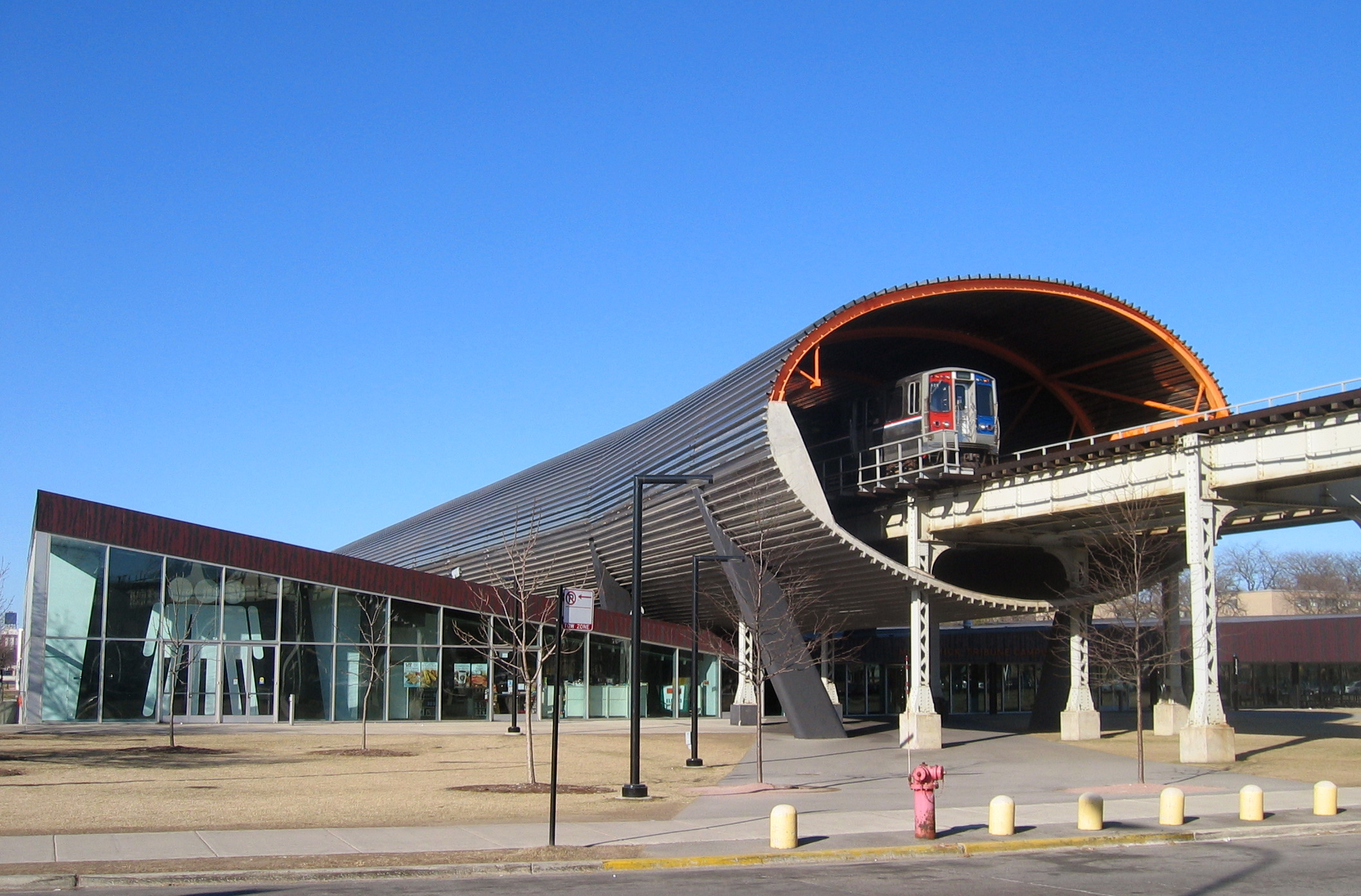
مرکز پردیس مک کورمیک تریبون در مؤسسه فناوری ایلینوی شیکاگو اثر رم کولهاوس، نکمیل شده در سال ۲۰۰۳
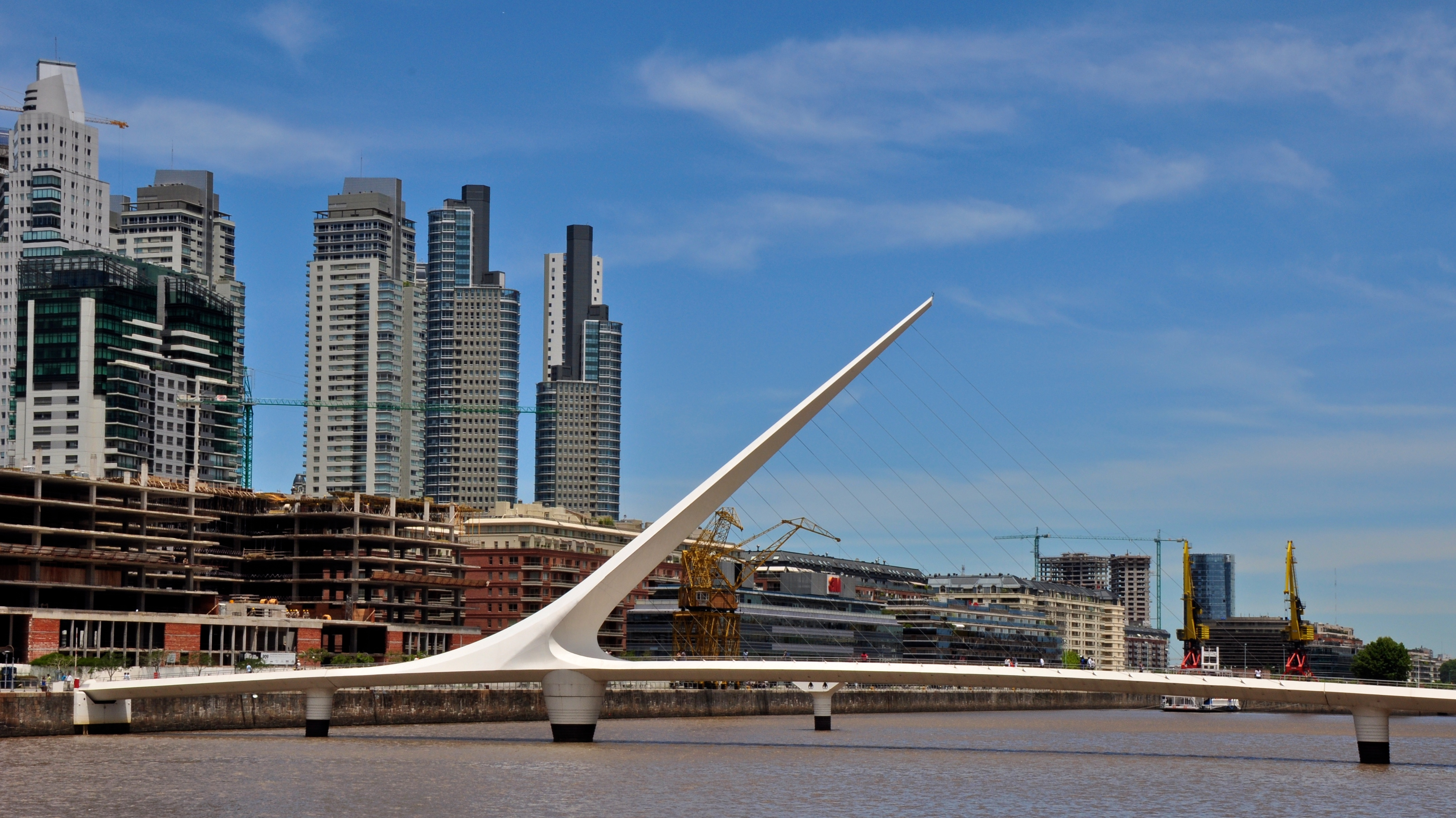
پل